# Felix Koslowski
ffFélix Kozlowski (Schwerin, 18 maart 1984) is een Duitse volleybalcoach . Hij coacht sinds 2013 de Bundesliga club SSC Palmberg Schwerin en sinds januari 2023 het Nederlands vrouwenelftal.
Hij was ook de coach van het nationale Duitse damesteam van 2015 tot 2021.

## Carrière als speler en trainer
Felix Koslowski begon in 1995 met volleyballen bij het plaatselijke Schweriner SC, waarmee hij vijf keer Duits jeugdkampioen werd. Later speelde hij bij de VolleyTigers Ludwigslust . Koslowski speelde tot 2005 ook in beachvolleybal in tal van nationale toernooien. Vanaf 2003 was hij assistent-coach bij Bundesliga-club Schweriner SC, waar hij samenwerkte met Tore Aleksandersen . Met Schwerin werd Koslowski in 2006 Duits kampioen en DVV-bekerwinnaar . In 2007 werd hij tweede in de Duitse Bundesliga en won hij opnieuw de DVV Cup. In 2008 ging Koslowski naar Italië en werkte als assistent-coach in Chieri en vanaf 2009 bij Champions League-winnaar Volley Bergamo. Van 2010 tot 2013 was Felix Koslowski de hoofdtrainer van het Bundesliga-team VfB 91 Suhl, als opvolger van Jean-Pierre Staelens. Parallel aan zijn werk als clubtrainer was hij vanaf 2006 assistent bondscoach bij het Duitse vrouwenelftal. Met Giovanni Guidetti als hoofdtrainer werden ze met Duitsland tweede op de Europese kampioenschappen van 2011 en 2013 .
In 2013 volgde Koslowski de Nederlander Teun Buijs op als hoofdtrainer van de Duitse kampioen Schweriner SC. Na drie jaar zonder titel werd Koslowski in 2017 en 2018 Duits kampioen met de vrouwen uit Schwerin. Verder waren er nog twee DVV Cup-overwinningen in 2019 en 2021 en vier VBL Supercup overwinningen in 2017, 2018, 2019 en 2020.
Vanaf 9 november 2015 tot 5 december 2021 was Koslowski ook de hoofdcoach van het Duitse nationale damesteam. Sinds 24 januari 2023 is hij de coach van het Nederlands vrouwenteam .
| Resultaten                      | Jaar                                     |
| ------------------------------- | ---------------------------------------- |
| Kampioenschap Duitsland         | 2017, 2018                               |
| Bekerwinst Duitsland            | 2019, 2021                               |
| Supercup winst Duitsland        | 2017, 2018, 2019, 2020                   |
| Winnaar Championsleague         | 2010                                     |
| Brons CEV Cup                   | 2016, 2018                               |
| Brons Challenge Cup             | 2012, 2015, 2017                         |
| Deelname Europees Kampioenschap | 2007, 2009, 2011, 2013, 2017, 2019, 2021 |
| Deelname Wereldkampioenschap    | 2010, 2014, 2018                         |